# برامپتون جنوبی
برامپتون جنوبی (فرانسوی: Brampton-Sud‎) یک منطقه انتخاباتی فدرال در منطقه پیل انتاریو است.
برامپتون ساوث با توزیع مجدد مرزهای انتخاباتی فدرال در سال ۲۰۱۲ ایجاد شد و به‌طور قانونی در دستور نمایندگی در سال ۲۰۱۳ تعریف شد. پس از فراخوان چهل و دومین انتخابات فدرال کانادا که برای اکتبر ۲۰۱۵ برنامه‌ریزی شده بود، اجرایی شد این منطقه انتخاباتی از ناحیه انتخاباتی برامپتون وست جدا شد.